# Tommaso Fanfani
Tommaso Fanfani (Pieve Santo Stefano, 15 novembre 1943 – Viareggio, 24 febbraio 2011) è stato un economista e storico italiano. Studioso di storia economica, è stato professore ordinario di storia economica all'Università degli Studi di Pisa, presidente della Fondazione Piaggio e responsabile scientifico degli archivi d'impresa Piaggio di Pontedera, Whitehead di Livorno e dell'Unione Industriali di Pisa e direttore del Museo Piaggio).

## Biografia
Nato a Pieve Santo Stefano (Arezzo), il 15 novembre 1943, consegue la laurea in Filosofia presso l'Università degli Studi di Firenze. Imparentato col politico e storico dell'economia Amintore Fanfani, ne segue gli interessi scientifici. Nel 1971, a seguito di concorso per assistente di ruolo, viene chiamato da Amelio Tagliaferri sulla cattedra di  Storia economica nell'Università degli Studi di Trieste e dal 1972 al 1980 è professore incaricato di Storia del Pensiero economico nella stessa università. Professore straordinario di Storia economica nel triennio 1980/81-1982/83, nel 1980 diventa professore ordinario di Storia economica a Trieste e nel 1984 è trasferito all'Università degli Studi di Pisa, dove ricopre numerosi incarichi: Direttore dell'Istituto Biblioteca nella Facoltà di Economia e commercio dal 1985 al 1988; Presidente del Corso di laurea in Economia e Commercio (dal 1988 al 1991); Direttore del Dipartimento di Scienze Economiche dal 1º novembre 1991 al 1º novembre 1994; Coordinatore del Dottorato di ricerca in Storia economica presso l'Università di Pisa; Preside della facoltà di Economia nell'Università di Pisa dal 1996 al 2000; Prorettore dell'Università di Pisa per i Rapporti con il territorio dal 1º novembre 2000 al 31 ottobre 2002; Direttore scientifico per le edizioni PLUS della Collana Studi pisani, collana editoriale su argomenti legati alla produzione scientifica dell'Università di Pisa o al risultato di ricerche riguardanti il territorio dell'Ateneo pisano; Vicepresidente di Edizioni PLUS dal 2007.
Attivamente impegnato nel campo dell'indagine storico-economica in età contemporanea, ha dedicato le sue attenzioni anche all'ambito non universitario, particolarmente a quello industriale, rivestendo molteplici ruoli: Presidente del Centro studi per la storia economica e le tradizioni popolari in Toscana (dal 1982); ideatore e coordinatore scientifico del Progetto Culturale Piaggio dal 1992; Presidente del Comitato scientifico della Fondazione Piaggio - Pontedera (dal 1994 al 1998); Direttore scientifico della collana Quaderni della Fondazione Piaggio (dal 1995); Presidente della Fondazione Piaggio (dal marzo 1998) e responsabile dell'organizzazione e funzionamento del Museo Piaggio “Giovanni Alberto Agnelli” e dell'Archivio storico Piaggio "Antonella Bechi Piaggio"; membro del consiglio della Banca d'Italia e Censore (dal 2000); consigliere nel consiglio direttivo dell'Associazione Musei d'Impresa (dal 2000); coordinatore scientifico del progetto Archivio storico del Gruppo Orlando (dal 1º gennaio 2003); collaboratore della FIGC Federazione Italiana Giuoco Calcio (dal 2003); Accademico corrispondente della Accademia dei Georgofili (dal 16 dicembre 2004).
Nel 1996 è tra i soci fondatori dell'Associazione Storica dell'Alta Valle del Tevere. Muore a Viareggio il 24 febbraio 2011.

## Attività scientifica
L'impegno scientifico del Fanfani ha attraversato fasi distinte durante le quali i suoi interessi si sono distribuiti da tematiche di analisi dell'età moderna a tematiche di epoca contemporanea. Dopo un periodo di attenzione ala storia locale, soprattutto friulana e veneta, dal 1980si impegna in uno studio a dimensione nazionale, proseguendo il filone del rapporto tra città e campagna, tra agricoltura e industria affrontato sia sul fronte dei rapporti sociali che economici.
Lo studio sull'evoluzione di una famiglia della nobiltà "minore" toscana (i Taglieschi di Anghiari, nell'Alta Valle del Tevere) diviene esemplare per l'individuazione dell'evoluzione socio-economica italiana tra XVI e XVII secolo.
Il filone di ricerca sull'economia italiana è rappresentato dagli studi sulla ricostruzione delle vicende economiche del Paese nei primi 40 anni del periodo repubblicano. La sua attività si è rivolta anche alla organizzazione e all'ordinamento degli archivi d'impresa.

## Scritti
Tra le circa 200 pubblicazioni scientifiche pubblicazioni si ricordano:
- Aspetti e problemi economico sociali nell'Alta Valle del Tevere agli inizi del secolo, Trieste 1971.
- La società agraria di Gorizia e Gradisca nel dibattito del Settecento, Udine 1977.
- Economia e società nei domini ereditari della monarchia Asburgica nel Settecento (Le contee di Gorizia e Gradisca), Milano 1978.
- Potere e nobiltà nell'Italia minore nei secoli XVI e XVII: I Taglieschi d'Anghiari, Milano 1983.
- Scelte politiche e fatti economici in Italia nel quarantennio repubblicano 1946-1986, Torino 1987.
- Una leggenda verso il futuro. I 110 anni di storia della Piaggio, Pisa 1994.
- Breve storia di Viareggio, Pisa 2004.

## Onorificenze
- Nel 1992 riceve dall'Ateneo di Pisa l'Ordine del Cherubino.
- Il 27 dicembre 1991 è insignito dell'onorificenza di Commendatore dell'Ordine al merito della Repubblica Italiana.
- Nel 2002 riceve la cittadinanza onoraria dal Comune di Pontedera.